# Uno (Sektor)
Uno ist ein Sektor der Region Bolama im äußersten Westen Guinea-Bissaus. Er gehört zum Bissagos-Archipel und besteht aus der namensgebenden Insel Uno und weiteren Inseln und Eilanden. Das gesamte Bissagos-Gebiet wurde 1996 von der UNESCO zum Biosphärenreservat erklärt.

## Geschichte und Gliederung
Der Sektor Uno entstand 2004 durch Ausgliederungen aus den Sektoren Caravela und Bubaque. Caravela gab vor allem die Inseln Uno und Uracane her, Bubaque trat vor allem Canogo und Orango ab.
Der Sektor Uno besteht damit aus folgenden Inseln:
- Eguba (158 Einwohner)
- Orango (1250 Einwohner)
- Uno (3324 Einwohner)
- Unhocomo (678 Einwohner)
- Unhocomozinho (160 Einwohner)
- Uracane (1181 Einwohner)

Dazu kommen noch unbewohnte kleine Inseln und Eilande.

## Bevölkerung
Der Sektor Uno hat 6751 Einwohner (Stand 2009).
Ganz überwiegend leben hier Bijagos mit nur wenigen bis vereinzelten, vom Festland stammenden Pepel, Biafada, Manjago, Mandinka und Fulbe, dazu Nhominca aus dem Senegal, die sich als Fischer zeitweise auf einigen, meist unbewohnten Inseln aufhalten.